# Julius Stumpf
Julius Stumpf (* 10. Juli 1889 in Asch, Österreich-Ungarn; † 13. November 1985 in Karlsruhe) war ein sudetendeutscher Lehrer und Kommunalpolitiker (SdP, NSDAP).

## Leben
Julius Stumpf besuchte nach dem Schulabschluss eine evangelische Lehrerbildungsanstalt und war ab 1908 als Lehrer an der Bürgerschule in Bodenbach an der Elbe, Steinschönau und Wernstadt tätig. Seit 1930 war der Bürgerschuldirektor auch Stadtrat in Bodenbach.
Nach der Besetzung der deutschbesiedelten Grenzregionen der Tschechoslowakei durch die Wehrmacht im Oktober 1938 und der Bildung des Reichsgaus Sudetenland wurde Stumpf für die SdP als Nachfolger von Anton Kreißl zum Bürgermeister von Bodenbach im Regierungsbezirk Aussig gewählt. Die Stadt hatte damals über 20.000 Einwohner. Außerdem war er Direktionsvorsitzender der Bodenbacher Sparkasse. Zum 1. November 1938 wurde er Mitglied der NSDAP (Mitgliedsnummer 6.814.151), für die er auch als Redner tätig war. Als am 1. Oktober 1942 die Städte Bodenbach und Tetschen mit der Gemeinde Altstadt zur neuen Stadt Tetschen-Bodenbach vereinigt wurden, wechselte Stumpf als Regierungskommissar und kommissarischer Bürgermeister nach Pardubitz im Protektorat Böhmen und Mähren, wo er bis gegen Ende des Zweiten Weltkrieges im Amt blieb.
1945 kam er in Kriegsgefangenschaft und lebte dann in Thierstein als Flüchtlingsvertreter, später als Gemeindemitarbeiter. 1953 zog er nach Karlsruhe um.
Julius Stumpf war am Aufbau der Heimatgemeinschaft Tetschen-Bodenbach und an deren Veröffentlichungen beteiligt. 1959 wurde er mit der Rudolf-Lodgman-Plakette der Sudetendeutschen Landsmannschaft ausgezeichnet.